# Te Henga
 (décembre 2023).
La mise en forme du texte ne suit pas les recommandations de Wikipédia : il faut le « wikifier ».
Les points d'amélioration suivants sont les cas les plus fréquents. Le détail des points à revoir est peut-être précisé sur la page de discussion.
- Les titres sont pré-formatés par le logiciel. Ils ne sont ni en capitales, ni en gras.
- Le texte ne doit pas être écrit en capitales (les noms de famille non plus), ni en gras, ni en italique, ni en « petit »…
- Le gras n'est utilisé que pour surligner le titre de l'article dans l'introduction, une seule fois.
- L'italique est rarement utilisé : mots en langue étrangère, titres d'œuvres, noms de bateaux, etc.
- Les citations ne sont pas en italique mais en corps de texte normal. Elles sont entourées par des guillemets français : « et ».
- Les listes à puces sont à éviter, des paragraphes rédigés étant largement préférés. Les tableaux sont à réserver à la présentation de données structurées (résultats, etc.).
- Les appels de note de bas de page (petits chiffres en exposant, introduits par l'outil «  Source ») sont à placer entre la fin de phrase et le point final[comme ça].
- Les liens internes (vers d'autres articles de Wikipédia) sont à choisir avec parcimonie. Créez des liens vers des articles approfondissant le sujet. Les termes génériques sans rapport avec le sujet sont à éviter, ainsi que les répétitions de liens vers un même terme.
- Les liens externes sont à placer uniquement dans une section « Liens externes », à la fin de l'article. Ces liens sont à choisir avec parcimonie suivant les règles définies. Si un lien sert de source à l'article, son insertion dans le texte est à faire par les notes de bas de page.
- La présentation des références doit suivre les conventions bibliographiques. Il est recommandé d'utiliser les modèles {{Ouvrage}}, {{Chapitre}}, {{Article}}, {{Lien web}} et/ou {{Bibliographie}}. Le mode d'édition visuel peut mettre en forme automatiquement les références.
- Insérer une infobox (cadre d'informations à droite) n'est pas obligatoire pour parachever la mise en page.

Pour une aide détaillée, merci de consulter Aide:Wikification.
Si vous pensez que ces points ont été résolus, vous pouvez retirer ce bandeau et améliorer la mise en forme d'un autre article.
Te Henga, aussi appelé Bethells Beach, est une localité côtière de la région d’Auckland, dans le nord de l’Île du Nord de la Nouvelle-Zélande.

## Toponymie
Le nom en langue maorie, Te Henga, signifie « sable », appliqué à l’origine à une vaste zone de la partie inférieure de la vallée du fleuve Waitakere mais en 1976, le New Zealand Geographic Board changea le nom de la plage de Bethells Beach en Te Henga.

## Situation
La plage est située à approximativement à 30 kilomètres à l’ouest d'Auckland, au niveau de l’embouchure du fleuve Waitakere, là où son flux se déverse dans la mer de Tasman.
C’est une des nombreuses stations de vacances réputées (d’autres étant Muriwai, Piha et Karekare), qui voit sa population exploser en été quand les habitants d'Auckland se rendent à la mer.

## Histoire

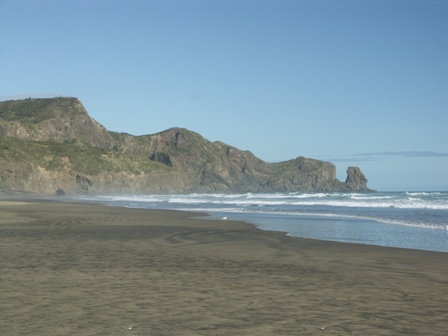
Plage de Bethells.

La vallée de Te Henga montre des signes d’une occupation humaine remontant à plus de 1 000 ans.
L’histoire culturelle du secteur présente des sites archéologiques significatifs comprenant des zones de partage de la nourriture, des pa, des chemins de circulation, des zones de passage des canoës et des sites sacrés.
L’arrivée des Européens au XIXe siècle a conduit à des changements majeurs dans les caractéristiques et dans la forme du site de Bethells Beach. Le plus significatif de ces changements fut l’abattage d’arbres et l’accroissement des fermes et pâturages qui commencèrent à apparaître en 1854 et continua jusqu’en 1920.
Un barrage fut construit sur le fleuve Waitakere en 1920 qui modifia drastiquement l’allure du fleuve, rehaussant le niveau du lit du cours d’eau et réduisant le débit de l’eau allant vers l'aval.
John Bethell négocia avec le Waitakere County Council la vente du terrain qui est connu aujourd'hui sous le nom de Te Henga Park.
Le Conseil considérait que la plage et le parc offriraient d’excellentes installations de loisirs pour les résidents d’Auckland. Te Henga fut ainsi reconnue comme un lieu de valeur régional.

## Géologie
Le sable s'est accumulé en plusieurs phases durant les 4 500 dernières années.
Ces sables contiennent de grandes quantités d'oxyde de fer et titane (en) issus des roches volcaniques de la région de Taranaki et transportés vers le nord par les courants côtiers. Les dunes se déplacent constamment selon un processus côtier dynamique.
Il y a trois lacs entourés de dunes : Wainamu (en), Kawaupaka (en) et le lac Waiataru.

## Écologie et bassin de drainage du fleuve Waitakere

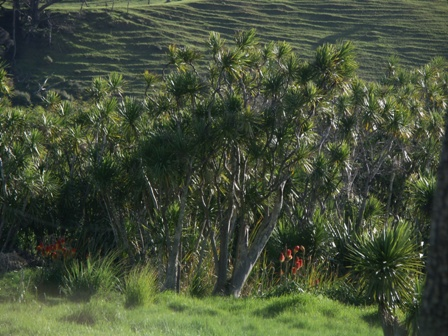
Arbres à chou.

Le bassin de drainage du fleuve Waitakere consiste en une surface d'environ 70 km2 de broussailles descendant de la chaîne de Waitakere.
Il est situé sur la côte ouest de la grande région d’Auckland et approximativement 75 % du bassin de drainage consiste en une végétation native par opposition aux zones de scieries, de fermes et les villages, qui forment les 25 % restant.
Les caractères majeurs de ce bassin sont :
- L’abondance de la végétation d'origine
- Le caractère raide et rude des terrains
- La présence d’une zone humide autour de Te Henga
- Les dunes de sable sur la côte
- Le lac Wainamu
- Le réservoir de Waitakere

Le fleuve Waitakere a deux affluents principaux qui sont la rivière Mokoroa et le cours d’eau Waiti.
La source de la rivière est dans le vaste et raide massif de Waitakere Ranges et se draine dans la mer au niveau des rives de son embouchure dans Bethell’s Beach.

## Activités économiques
En comparaison avec d’autres plages de l’Île du Nord, et dans une certaine mesure avec l’ensemble des plages de la côte ouest, allant de Muriwai à Piha, le village de Bethells semble mineur avec l’essentiel de son développement tournant autour de l’horticulture et l’agriculture.
Avec l’exception du «Réservoir de Waitakere», les ressources du bassin de drainage de Bethell ont largement échappé au développement économique.

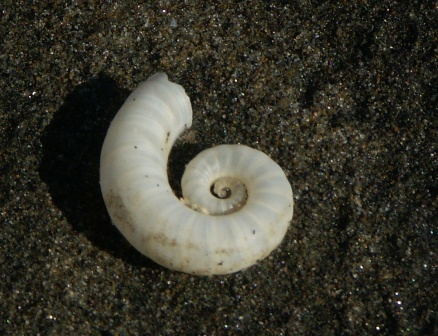
Coquillages de la côte ouest

En 1990, le «Auckland Regional Water Board»  prépara et développa un projet nommé «Waitakere River Catchment Water and Soil Plan».
Ce document du «pré-Resource Management Act» avait pour but de répondre aux besoins en eau et en ressources du sol dans le bassin en termes de "conservation, allocation, utilisation des qualités de l’eau naturelle et en termes de gestion des sols: la protection et la prévention des dommages provenant des inondations".
Bien que ce document atteigne l’âge d’un quart de siècle en 2015, bon nombre de ses principes restent toujours à appliquer.

## Flore et faune
Le lac Wainamu est un lac de dune, qui s’est formé durant les 6500 dernières années, quand la vallée du ruisseau «Wainamu Stream» fut barrée par les dunes de sables ramené vers l’intérieur du pays par le vent.
Le déclin de la qualité de l’eau fut noté en 1990 et on pense qu’elle est due à la présence de poissons exotiques accélérant la perte de la trophicité des plantes immergées.
En réponse, le «Auckland Regional Council» a fait retirer plus de 9000 poissons considérés comme ‘exotiques’ (et en particulier des perches, Poissons rouges et des  Scardinius ou rudd) entre les années 2004 et 2007  .
En 2009, des Carpes des roseaux ou  grass carp furent introduites dans le lac en espérant l’épurer des algues précédemment introduites du type Egeria .
Le lac est aussi le siège de poissons d’eau douce natifs comprenant en décembre 2016 des poissons kokopu à bandes (en), inanga, common smelt (en), common bully (en), mullet gris à tête plate (en), des Anguille de Nouvelle-Zélande  ou longfin et des short-finned eel .

## Activités de Loisirs
- Le Surf est le principal passetemps local.

D’autres loisirs comprennent le parachute ascensionnel et le deltaplane ou hang gliding, pour lesquels, le vent prévalant d’ouest offre des conditions favorables.
- La pèche est aussi très populaire, bien que dangereuse en de nombreux endroits avec de nombreux décès, qui ont eu lieu lors de cette pratique.
- La marche dans le Bush est encouragée avec des passerelles installées par endroits.
- Les bains de soleil, la nage, les pique-niques, la course etc.
- Skateboard est aussi une activité devenue très populaire chez les jeunes.

## Sites de films
La plage a aussi été utilisée comme lieu pour tourner des films dans le cadre de plusieurs projets, un des premiers ayant été un tournage de quatre mois récompensé par un Award, qui était un drame Children of Fire Mountain (en) (1979).
D’autres prises de vues comprennent  des music video pour le clip du single de Shania Twain Forever and for Always (2003), Out of the Woods pour  Taylor Swift, la série TV  The New Adventures of Black Beauty, le film de Brit/New Zealand TV  The Man Who Lost His Head (en), et des épisodes de Xena: Warrior Princess, Young Hercules, et de Hercule.
Des scènes de batailles pour le dessin animé de New Disney Channel Original.  Avalon High (en) fut filmé à cet endroit.
En plus, le premier clip solo du chanteur K-pop Taeyeon I, et la scène finale de Tigre et Dragon 2 y furent aussi filmés.
Les scènes extérieures de la série Amazon The Wilds furent également filmées à cet endroit.

## Galerie

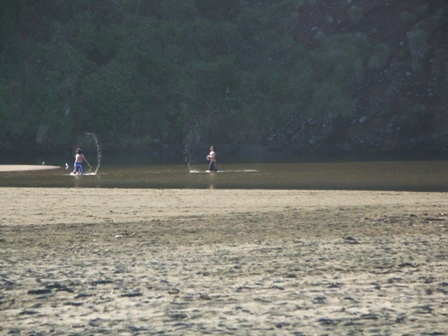
Amusements dans le lagoon.
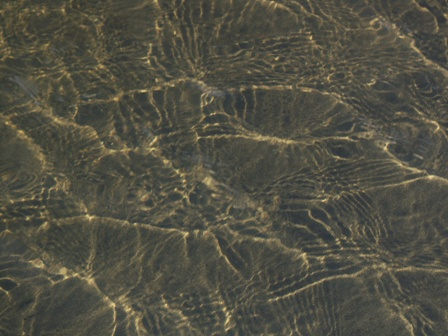
Aspect de Bethell beach.
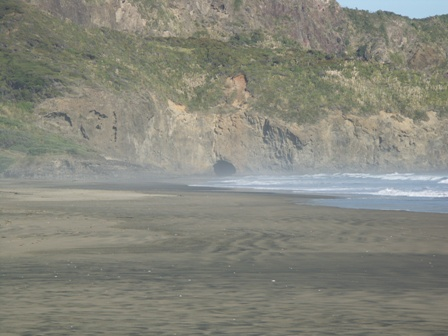
Grotte.
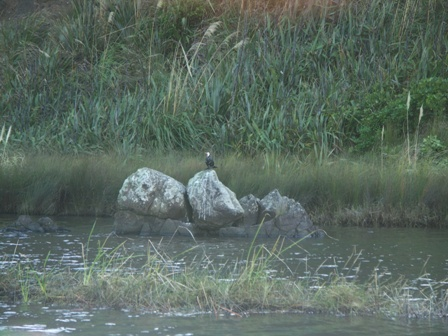
Shag.
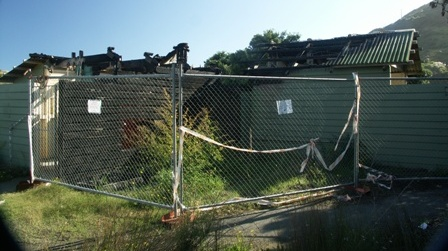
Bloc de toilettes de Burnt.
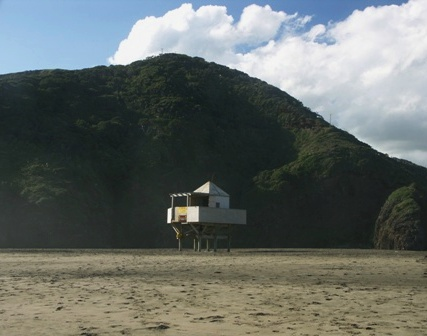
Point de surveillance du Surf.